# Adelsberg (Berg)
Der Adelsberg ist eine Erhebung im Grenzbereich zwischen Erzgebirgsvorland und Erzgebirge östlich des nach ihm benannten Stadtteils von Chemnitz.

## Geologie
Die flache Kuppe bildet den höchsten Punkt auf der südwestwärts verlaufenden Erzgebirgsnordrandstufe zwischen Zschopau- und Zwönitztal. Das anliegende Gestein bilden Gneise und Glimmerschiefer mit phyllitischem Schiefermantel.

## Flora/Fauna
Durch die Jahrhunderte alte Nutzung des Gebietes ist das Landschaftsbild stark von dem Menschen geprägt. Ein Großteil des Waldes besteht wie so oft im Erzgebirge aus Fichten. Es gibt einige große Bauten der geschützten Roten Waldameise.

## Aussicht
Vom Aussichtsturm (der nicht mehr zugänglich ist) bietet sich nach Süden ein Blick bis in die Kammregionen des Erzgebirges. Im Westen und Norden können Teile des Erzgebirgsbeckens und die Stadt Chemnitz eingesehen werden. Man erkennt ebenfalls das Sternmühlental und das nahegelegene Schloss Augustusburg im Osten. Die Erhebung ist dicht bewaldet, was die Aussicht einschränkt.

## Touristische Erschließung
Auf dem Gipfel steht der 1886 errichtete und 1887 vollendete 20 Meter hohe Adelsbergturm mit angeschlossenem Gasthaus. Das Bauwerk steht wenige Meter vor der Flurgrenze zu Chemnitz-Adelsberg, gehört aber noch zur Kleinolbersdorf-Altenhainer Flur. Bauherr war der Gutsbesitzer Hermann Theodor Haase aus Kleinolbersdorf. Ab 1968 war der Turm vorerst, aktuell ist er nicht mehr öffentlich zugänglich. Nach vielen Besitzerwechseln war der Gastronomiebetrieb 1995 vorerst eingestellt worden; nach Renovierung öffnete im Sommer 2004 die Gaststätte Adelsbergturm.
Der Adelsberg ist ein Knotenpunkt verschiedener Wanderwege.